# Boala (département)
Pour le village chef-lieu, voir Boala (Boala).
Boala est un département et une commune rurale de la province du Namentenga, situé dans la région du Centre-Nord au Burkina Faso.
Lors du dernier recensement général de la population de 2006, le département comptait 24 982 habitants.

## Géographie

### Villages
Le département et la commune rurale de Boala est composé administrativement de quinze villages (plus un village rattaché administrativement à un autre mais ayant ses propres conseillers au conseil municipal), dont le village chef-lieu homonyme (populations actualisées en 2006) :
- Boala (3 415 habitants), chef-lieu
- Bourba (1 131 habitants)
- Koéguemsin (1 308 habitants)
- Konkoaguin (450 habitants)
- Koumestenga-Mossi (1 526 habitants)
- Koumestenga-Peulh (293 habitants)
- Lédéré (2 922 habitants en tout, 1 822 habitants estimés sans Wilbouma)
  - Wilbouma (1 100 habitants estimés), rattaché à Lédéré
- Loundgo (446 habitants)
- Magadogo (1 061 habitants)
- Mogodin (1 382 habitants)
- Safi (2 189 habitants)
- Sidogo (883 habitants)
- Yalga (778 habitants)
- Yagabtenga (2 836 habitants)
- Zaongo (4 362 habitants)

## Administration
| Période                                  | Période  | Identité | Étiquette | Qualité |
| ---------------------------------------- | -------- | -------- | --------- | ------- |
|                                          | en cours |          |           |         |
| Les données manquantes sont à compléter. |          |          |           |         |

## Santé et éducation
Le département accueille quatre centres de soins et de promotion sociale (CSPS) situés à Boala, Koumestenga-Mossi, Lédéré et Zaongo tandis que le centre médical (CM) le plus proche est à Tougouri et que le centre médical avec antenne chirurgicale (CMA) de la province se trouve à Boulsa.